# Језеро Волтера Џорџа
Језеро Волтера Џорџа (енгл. Walter F. George Lake) је вештачко језеро у Сједињеним Америчким Државама. Налази се на територији америчких савезних држава Алабама и Џорџија. Површина језера износи 184 km².